# شیتاب
شیتاب، روستایی در دهستان شیتاب بخش موگرمون شهرستان لنده در استان کهگیلویه و بویراحمد ایران است. این روستا، مرکز بخش موگرمون است.

## جمعیت
بر پایه سرشماری عمومی نفوس و مسکن در سال ۱۳۹۵، جمعیت این روستا برابر با ۴۱۱ نفر (۱۰۶ خانوار) بوده‌است.